# Bento Ferraz
Bento Dias Ferraz de Arruda (Araraquara, São Paulo, 18 de outubro de 1865 - 1944) foi um pastor protestante presbiteriano que ajudou na organização da Igreja Presbiteriana Independente do Brasil em 1903, a partir do cisma  contra a questão da maçonaria na Igreja Presbiteriana do Brasil, e organizou a Igreja Presbiteriana Conservadora do Brasil em 1940, a partir do cisma contrário às ideias liberais sobre a temporalidade das penas eternas dos ímpios.

## Biografia
Natural de Araraquara, no interior de São Paulo, filho de sitiantes, mudou-se para a cidade quando tinha cinco anos de idade, quando seu pai comprou uma farmácia. Foi alfabetizado pela mãe, de tal maneira que na época em que havia se mudado já sabia ler. Quando completou dez anos de idade, mudou novamente para a zona rural, no Sítio de Café adquirido por seu pai, onde trabalhou na lavoura cafeeira ao lado de escravos do sítio.
Foi convertido ao presbiterianismo por missionários norte-americanos em Dois Córregos. Encaminhou-se então para São Paulo a fim de seguir carreira no Ministério Pastoral. Estudou na Universidade Mackenzie, financiado pelos missionários norte-americanos. Foi pastor de diversas Igrejas, dentre as quais destacam-se Campinas, Rio de Janeiro e São Paulo. Foi admitido, por concurso público, como professor de língua portuguesa no "Gymnasio" de Campinas. Era orador fluente, quer como pregador, quer como Advogado Prático (rábula).

## Maçonaria e IPI
Juntamente com o Rev. Eduardo Carlos Pereira, Bento Ferraz foi contrário à aceitação pela Igreja Presbiteriana do Brasil de membros e pastores pertencentes à Maçonaria. Em 1903, Ferraz discursou no Sínodo Geral  contra essa prática, mas sua petição não foi aceita, o que levou ao seu desligamento, juntamente com questões de autonomia financeira e estrutural (Já que a Igreja Presbiteriana no Brasil era subordinada à Igreja Presbiteriana nos EUA).
Bento Ferraz participou ainda da fundação do Jornal denominado "O Estandarte", ainda na Presbiteriana do Brasil, o qual circula até os dias de hoje como órgão da Igreja Presbiteriana Independente desde o cisma.

## IPCB
No início de 1938, já como ministro jubilado, Bento envolveu-se numa controvérsia entre conservadores e liberais que abalou a sua denominação. Tornou-se o líder da chamada “Coligação Conservadora” e foi diretor do periódico "O Presbiteriano Independente", que circulou entre março e agosto daquele ano. Em de fevereiro de 1940, ele e seus simpatizantes desligaram-se da Igreja Presbiteriana Independente, formando em 11 de fevereiro a 1º Igreja Presbiteriana Conservadora de São Paulo, e em 27 de junho do mesmo ano organizaram o Sínodo da Igreja Presbiteriana Conservadora do Brasil. O Rev. Bento Ferraz faleceu em 1944. O salão inferior da Primeira Igreja Presbiteriana de São Paulo leva seu nome em homenagem.